# Mort-terrain
 (février 2024).
Si vous disposez d'ouvrages ou d'articles de référence ou si vous connaissez des sites web de qualité traitant du thème abordé ici, merci de compléter l'article en donnant les références utiles à sa vérifiabilité et en les liant à la section « Notes et références ».

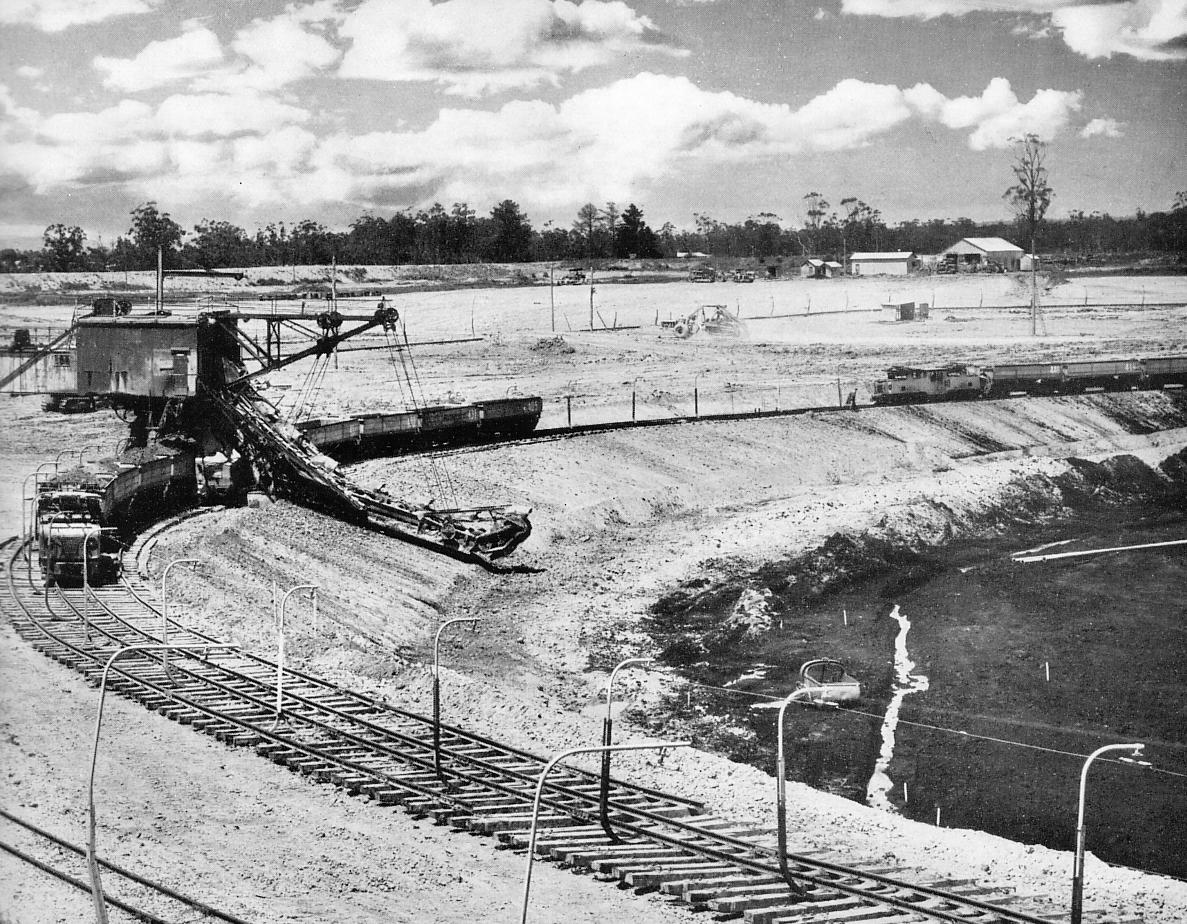
Retrait du mort-terrain dans une mine de charbon à Yallourn en Australie (années 1940).

En géologie, le mort-terrain désigne une couche sédimentaire à percer avant d'atteindre le minerai. Le terme est notamment utilisé dans l'exploitation minière pour désigner un sol qui ne contient aucune matière utile.